# Falcade
Falcade (velenceiül Falciade) település Olaszországban, Veneto régióban, Belluno megyében. Lakosainak száma 1802 fő (2023. január 1.). Falcade Canale d’Agordo, Rocca Pietore, Primiero San Martino di Castrozza, Moena és Soraga di Fassa községekkel határos.

## Népesség
A település lakossága az elmúlt években az alábbi módon változott:
| Lakosok száma | 1926 | 1901 | 1802 |
|               | 2017 | 2018 | 2023 |